# Kubšice
Obec Kubšice (německy Gubschitz) se nachází v okrese Znojmo v Jihomoravském kraji. Žije zde 172 obyvatel.

## Historie
První písemná zmínka o obci pochází z roku 1353.

## Pamětihodnosti

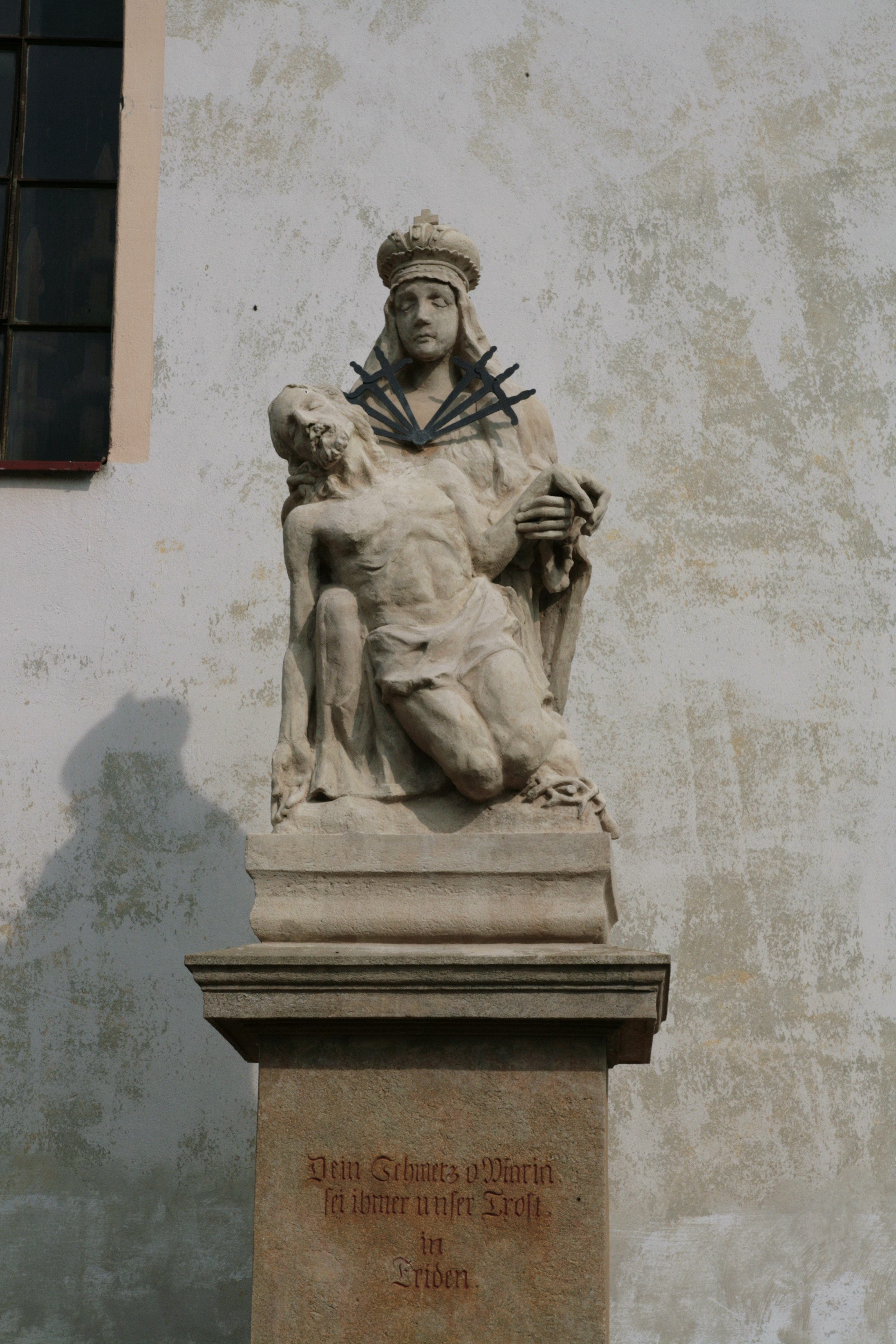
Sousoší Piety při kostele, kulturní památka

- Kostel Panny Marie Bolestné
- Boží muka
- Sousoší Piety